# أليكس كالديروني
اليكس كالديروني (بالإيطالية: Alex Calderoni)‏ (31 مايو 1976 برافينا في إيطاليا - ) هو لاعب كرة قدم إيطالي في مركز حراسة المرمى. لعب مع أتالانتا ونادي بادوفا ونادي تريستينا ونادي تريفيزو ونادي تشيزينا ونادي تورينو ونادي رافينا ونادي مونزا وSSD Virtus CiseranoBergamo 1909 ‏ وAPD Ribelle 1927 ‏ وForlì FC ‏ وAtletico Roma FC ‏ وكارسو كالتشيو ‏ ويوفي ستابيا.

## روابط خارجية
- اليكس كالديروني على موقع قاعدة بيانات كرة القدم.إي يو (الإنجليزية)
- اليكس كالديروني على موقع Soccerbase.com (لاعب) (الإنجليزية)
- اليكس كالديروني على موقع Soccerway.com (الإنجليزية)
- اليكس كالديروني على موقع عالم كرة القدم.نت (الإنجليزية)